# Bitze
Bitze ist ein Ortsteil der Gemeinde Eitorf im nordrhein-westfälischen Rhein-Sieg-Kreis. Der Ortsname bedeutet mundartlich „Obstwiese“.

## Geschichte
Zu Bitze gehören die früheren Ortsteile Sterzenbach und Forst. Forst war der Ursprungsort, der wie sein Antipode Forstmehren am königlichen Wald des Leuscheid als Grenzort fungierte. Nach Überlieferungen soll hier früher auch eine Burg, zumindest ein befestigtes Haus gestanden haben, von dem aus der Übergang zum saynschen Herrschaftsbereich überwacht wurde. Ein entsprechendes Fundament war vormals entdeckt worden, eine Straßenbezeichnung Zur alten Burg erinnert an die Überlieferung. Schon lange ist der Ortsteil nicht mehr die südöstlichste Siedlung der Gemeinde, sondern der Ortsteil Rodder, der namentlich auf eine Rodung im Wald hinweist.

## Einwohner
1885 hatte Bitze 16 Wohngebäude und 84 Einwohner, Forst 17 Wohngebäude mit 87 Einwohnern und Sterzenbach 24 Wohngebäude und 115 Einwohner.
1925 waren hier 25 Haushalte verzeichnet.

## Regelmäßige Veranstaltungen
- Zu Ostern veranstaltet der Heimatverein Bitze-Sterzenbach e. V. auf dem vereinseigenen Gelände Auf der Waldbühne eine „Warm-Up-Party“, bei der vor allem jüngere Gäste zu begrüßen sind.
- Am letzten Wochenende im Juni wird das traditionelle „Waldfest“ gefeiert.[4]
- Zu St. Martin wird ein Martinszug mit abschließenden großen Martinsfeuer organisiert.

## Sonstiges
In Bitze gibt es den Kindergarten „Bitzer-Schlümpfe“ und den Kultur- und Heimatverein Bitze-Sterzenbach e. V. Angelo Kelly wohnte einige Jahre in Bitze.